# Tomasz Schoen
Tomasz Karol Schoen (ur. 7 października 1956 w Krakowie) – polski przedsiębiorca i menedżer, samorządowiec, działacz opozycji demokratycznej w okresie PRL.

## Życiorys
Absolwent socjologii na Uniwersytecie Jagiellońskim (1980). Odbywał także studia doktoranckie na Katolickim Uniwersytecie Lubelskim. Pracował w Dyrekcji Odbudowy Zamku Królewskiego na Wawelu, następnie w redakcji miesięcznika „Znak”.
Był związany ze Studenckim Komitetem Solidarności, wchodził w skład redakcji „Indeksu”. Na początku lat 80. zaangażował się w działalność „Solidarności”, współorganizując sekcję informacyjną związku z Krakowie. Redagował związkowe pisma, takie jak „Goniec Małopolski”.
Od 1987 związany z prywatnymi przedsiębiorstwami, był też pełnomocnikiem komisji likwidacyjnej RSW „Prasa-Książka-Ruch” w Krakowie, w 1996 został prezesem zarządu firmy Aspen.
Sprawował mandat radnego Krakowa (1990–1994) i radnego sejmiku małopolskiego I kadencji (1998–2002). Działał w Unii Wolności, pełniąc funkcję przewodniczącego struktur wojewódzkich tej partii.
W 2008, za wybitne zasługi w działalności na rzecz przemian demokratycznych w Polsce, za osiągnięcia w podejmowanej z pożytkiem dla kraju pracy zawodowej i społecznej, odznaczony Krzyżem Oficerskim Orderu Odrodzenia Polski.